# 行啟通停留場
行啟通停留場（日语：／ Gyōkeidōri teiryūjō */?）是位於北海道札幌市中央區的札幌市交通局（札幌市電車）線的鐵路車站。

## 歷史
- 1923年（大正13年）8月12日 - 作為札幌電氣軌道山鼻線南端的終點站而開始營業。
- 1925年（大正15年）7月 - 山鼻線向南延長。
- 1927年（昭和2年）12月 - 電車市營化。

## 車站構造
車站屬於2面2線的側式月台。南面的月台為往薄野方向、而北面的月台則是往西4丁目方向，並設置安全區域。安全區域設置地面融雪系統及有蓋月台。

## 車站周邊
- 南警察署行啟通派出所
- 拿坡里／那不勒斯之窯　行啟通店
- 札幌南十四条郵政局
- 北海道銀行行啟通分店
- 中島公園
- 便當店「はちわか」
- Strawberry Cones 行啟通店
- 常口 ATOM　行啟通店
- 東急商店　行啟通店

## 相鄰停留場
札幌市交通局（札幌市電）
山鼻線
靜修學園前（SC17）－行啓通（SC18）－中島公園通（SC19）

## 外部連結
- 札幌市交通局（日文）